# ژرژ پیار
ژرژ پیار (انگلیسی: Georges Paillard; ۱۲ فوریهٔ ۱۹۰۴ – ۲۲ آوریل ۱۹۹۸) دوچرخه‌سوار اهل فرانسه بود.
وی در مسابقات کشوری و بین‌المللی در مجموع برندهٔ ۲ مدال طلا، ۱ مدال نقره شده‌است.